# Sebastian van Kammen
Sebastian van Kammen (19 maart 1988) is een Nederlands voetballer die als middenvelder voor FC Omniworld speelde.

## Carrière
Sebastian van Kammen maakte zijn debuut voor FC Omniworld in de Eerste divisie op 13 februari 2009, in de met 0-2 verloren thuiswedstrijd tegen FC Oss. Na één seizoen bij FC Omniworld gespeeld te hebben, speelde hij voor de amateurclubs SV Huizen, Sparta Nijkerk, SDV Barneveld en weer SV Huizen.

### Statistieken
| Seizoen                      | Club              | Land           | Competitie         | Competitie | Competitie | Beker | Beker | Totaal | Totaal |
| Seizoen                      | Club              | Land           | Competitie         | Wed.       | Dlp.       | Wed.  | Dlp.  | Wed.   | Dlp.   |
| ---------------------------- | ----------------- | -------------- | ------------------ | ---------- | ---------- | ----- | ----- | ------ | ------ |
| 2008/09                      | FC Omniworld      | Nederland      | Eerste divisie     | 7          | 0          | 0     | 0     | 7      | 0      |
| 2014/15                      | VV Sparta Nijkerk | Nederland      | Topklasse Zaterdag | 29         | 1          | 0     | 0     | 29     | 1      |
| Carrièretotaal               | Carrièretotaal    | Carrièretotaal | Carrièretotaal     | 36         | 1          | 0     | 0     | 36     | 1      |
| Bijgewerkt op 4 januari 2017 |                   |                |                    |            |            |       |       |        |        |